# Philipp Wende
Philipp Wende (født 4. juli 1985) er en tysk tidligere roer og dobbelt olympisk mester. 
Wende optrådte første gang på den internationale scene ved EM 2009, hvor han var med i dobbeltfireren, der blev nummer fire, og han var med til at vinde VM-sølv i samme disciplin i 2011.
Han repræsenterede Tyskland ved OL 2012 i London i dobbeltfireren, hvis besætning derudover bestod af Tim Grohmann, Karl Schulze og Lauritz Schoof (samme besætning, der havde vundet VM-sølv året forinden). Tyskerne vandt deres indledende heat og semifinale klart, og i finalen tog de hurtigt føringen, der nåede op på en bådlængde og sejr på over to sekunder ned til kroaterne på andenpladsen og Australien på tredjepladsen.
Wende var også med til at vinde EM-guld i båden i 2013 samt VM-sølv samme år, og i 2014 blev det til bronze ved både EM og VM. I 2015 var han med til at vinde VM-guld i dobbeltfireren sammen med Schulze, Schoof og Hans Gruhne.
Samme besætning skulle forsøge at genvinde det olympiske mesterskab i 2016 i Rio de Janeiro, men efter en skuffende tredjeplads i deres indledende heat måtte de ud i opsamlingsheat. Dette vandt de dog sikkert, og i finalen fik de fart i båden og sejrede med over et sekunds forspring til Australien på andenpladsen, mens Estland sikrede sig bronze.
Sidst på året i 2016 meddelte han, at han indstillede sin karriere.